# Gubernie
Gubernie (rusky губе́рния) byla vyšší administrativně-územní jednotka Ruského impéria, zavedená carem Petrem I. Velikým při oblastní reformě roku 1708. V čele gubernie stál gubernátor jmenovaný carem. Gubernie neměly autonomii, neboť Ruská říše byla absolutistickým a centralizovaným státem.

## Vznik gubernií za Petra I. Velikého

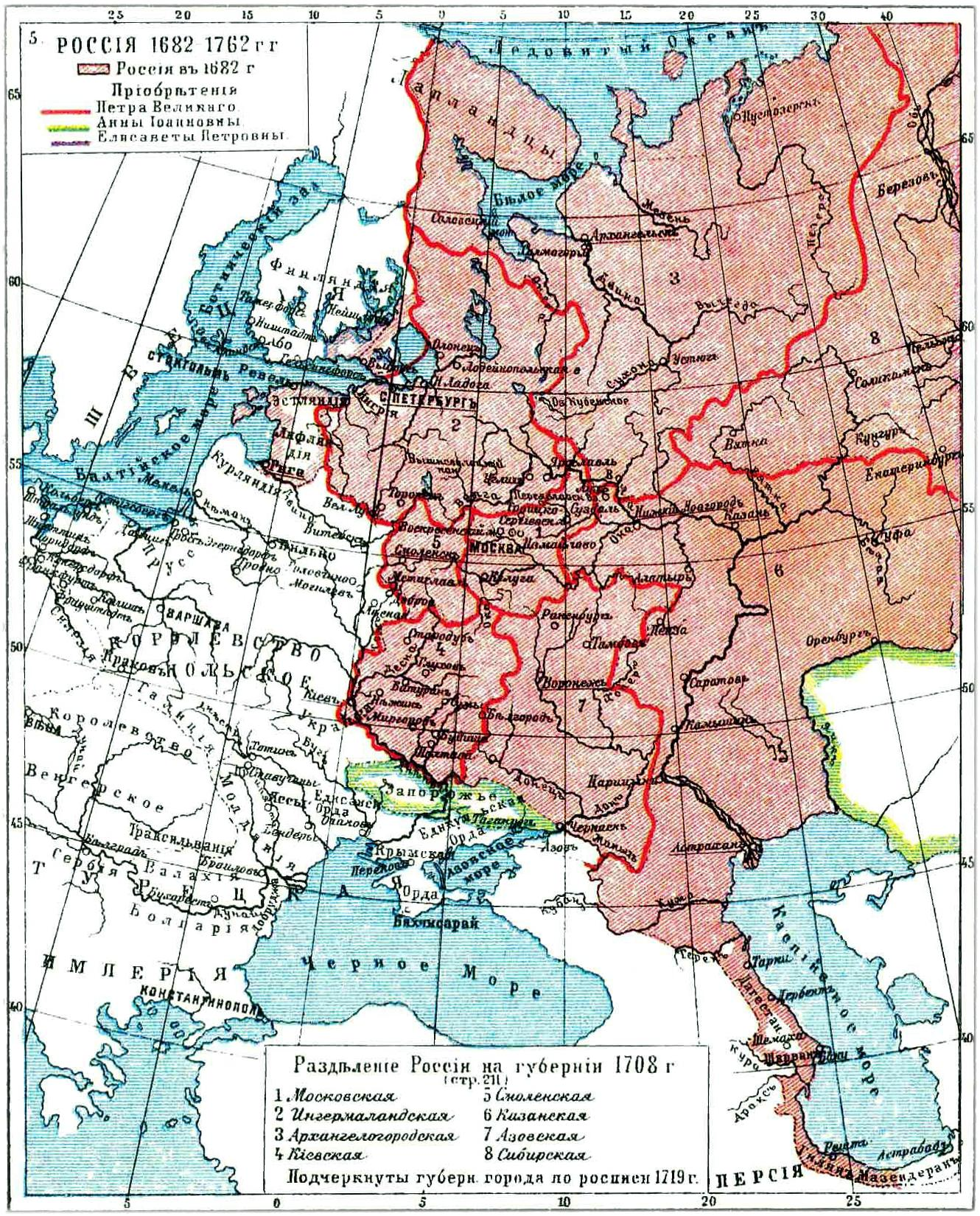
8 gubernií v roce 1708

Reforma z roku 1708 vytyčila prvních 8 gubernií:
1. Archangelogorodská gubernie (hlavní město Archangelsk, 1 317 800 km²)
2. Azovská gubernie (Azov, 393 700 km²)
3. Ingermanlandská gubernie (Šlisselburg, 482 500 km²)
4. Kazaňská gubernie (Kazaň, 1 398 600 km²)
5. Kyjevská gubernie (Kyjev, 231 000 km²)
6. Moskevská gubernie (Moskva, 128 600 km²)
7. Sibiřská gubernie (Tobolsk, 10 978 300 km²)
8. Smolenská gubernie (Smolensk, 85 400 km²)

Během dalších několika let byla Ingermanlandská gubernie přejmenována na Petrohradskou (sídlem se stal Petrohrad, 1710) a byly založeny gubernie Rižská, Astrachaňská, Nižněnovgorodská a Revalská. Přechodně zanikla gubernie Smolenská, sídlem Azovské se stala Voroněž.
Od roku 1719 se gubernie dělily dále na provincie a distrikty.

## Další vývoj

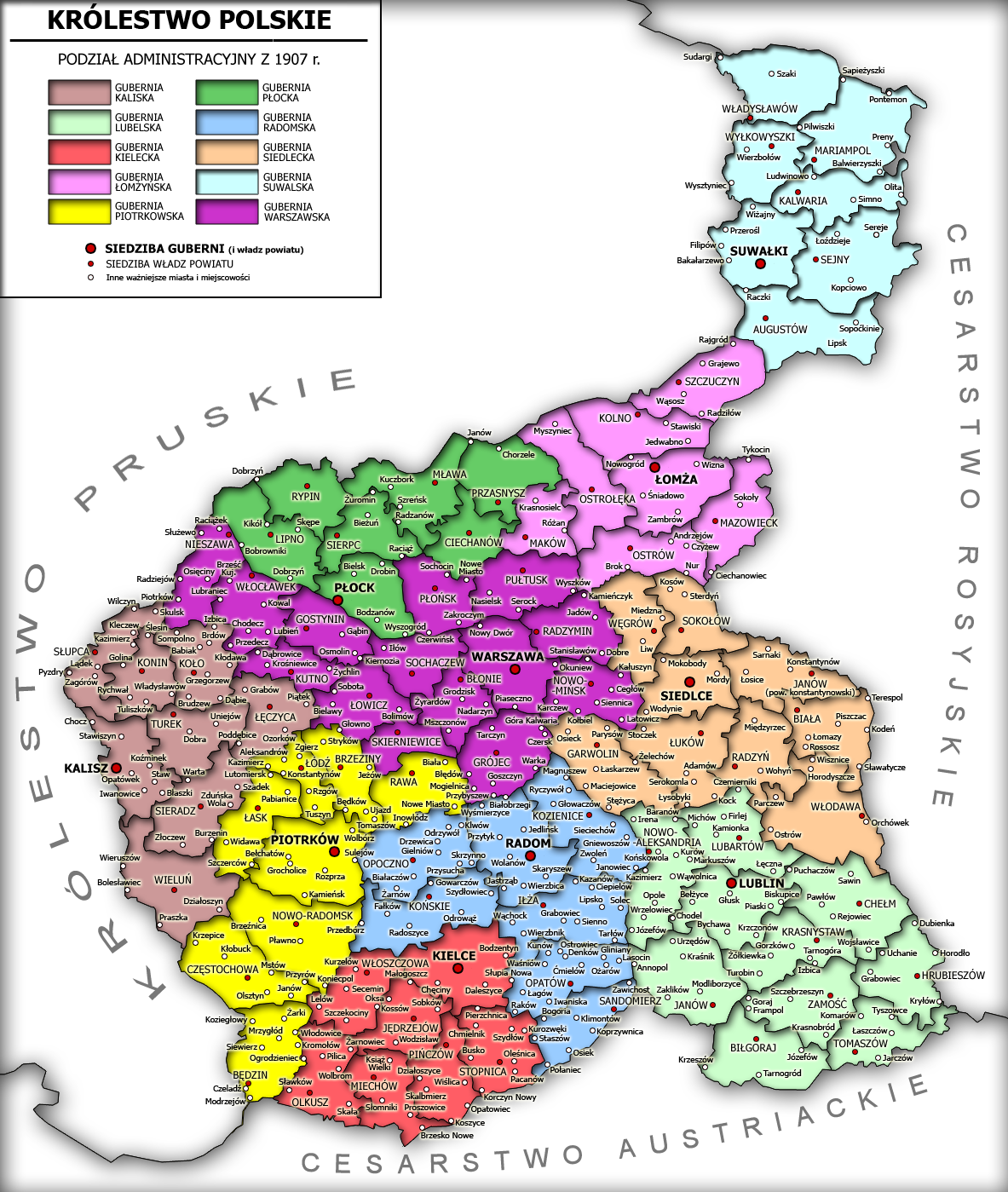
Gubernie Polska (Poviselského kraje Ruska) roku 1907

Počet gubernií se s územím rozvojem Ruska neustále zvyšoval a jejich hranice se často měnily, stejně jako jejich další členění. Kateřina Veliká rozdělila Rusko na 40 gubernií, nižšími celky se staly újezd (celkem jich bylo okolo 500), pod újezdy pak na venkově volosť. Administrativní dělení se dále zkomplikovalo v 19. století, kdy byly (především v asijských částech země) zavedeny také oblasti. V roce 1917, kdy Ruské impérium zaniklo, existovalo 78 gubernií, z nichž 25 během dalších let připadlo osamostatněnému Polsku, Finsku a Pobaltí. Definitivně gubernie zanikly během sovětských reforem v letech 1924–1929, kdy se hlavní územní jednotkou postupně staly oblasti, jež v Rusku a dalších státech fungují dodnes.

### Gubernie v Polsku
Při dělení Polska získalo Rusko značnou část někdejšího království, které se tradičně dělilo na vojvodství. Tento stav vydržel do roku 1837, kdy z osmi vojvodství vzniklo osm gubernií: Varšavská, Płocká, Kališská, Kielecká, Radomská, Lublinská, Siedlcká a Suwałská; později přibyla Piotrkowská, Łomżská a místo Siedlcké Chelmská. Polské gubernie zanikly s osamostatněním Polska roku 1918.